# Ridgway (Colorado)
Ridgway é uma cidade  localizada no estado americano de Colorado, no Condado de Ouray.

## Demografia
Segundo o censo americano de 2000, a sua população era de 713 habitantes.
Em 2006, foi estimada uma população de 749, um aumento de 36 (5.0%).

## Geografia
De acordo com o United States Census Bureau tem uma área de
5,2 km², dos quais 5,2 km² cobertos por terra e 0,0 km² cobertos por água.

## Localidades na vizinhança
O diagrama seguinte representa as localidades num raio de 40 km ao redor de Ridgway.